# Sens-Nord-Est (tổng)
Tổng Sens-Nord-Est là một tổng của Tỉnh của Yonne.
Tổng này được lập năm 1970. Cùng với các tổng Sens-Ouest và Sens-Sud-Est, đã thay thế 2 tổng cũ là Sens-Nord và Sens-Sud.

## Phân chia hành chính
Tổng Sens-Nord-Est có các xã:
- Fontaine-la-Gaillarde;
- Saint-Clément;
- Saligny;
- Sens (một phần của xã);
- Soucy.